# Mikal Tseggai
Mikal Tseggai (Haarlem, 2 februari 1995) is een Nederlands politica namens de PvdA. Sinds 6 december 2023 is ze lid van de Tweede Kamer der Staten-Generaal, waar ze deel uitmaakt van de GroenLinks-PvdA-fractie. 
Daarvoor was ze van 29 maart 2018 tot 6 december 2023 lid van de gemeenteraad van Den Haag, waar ze vanaf 2019 fractievoorzitter was. Tijdens haar raadslidmaatschap was ze bezig met de opleiding bestuurskunde aan de Universiteit Utrecht. In 2023 stond ze op plaats 20 van de kandidatenlijst voor de Tweede Kamerverkiezingen. Haar ouders zijn Eritrees.
Laura Bromet · Julian Bushoff · Glimina Chakor · Geert Gabriëls · Marleen Haage · Daniëlle Hirsch · Habtamu de Hoop · Barbara Kathmann · Jesse Klaver · Suzanne Kröger · Esmah Lahlah · Tom van der Lee · Mohammed Mohandis · Songül Mutluer · Jimme Nordkamp · Mariëtte Patijn · Anita Pijpelink · Kati Piri · Elke Slagt · Luc Stultiens · Joris Thijssen · Frans Timmermans · Mikal Tseggai · Lisa Westerveld · Raoul White
- Parlement.com: vm6efvj862ys